# Chặng đua GP Bahrain 2020
Chặng đua GP Bahrain 2020 (tên chính thức là Formula 1 Gulf Air Bahrain Grand Prix 2020) là chặng đua thứ 15 của Giải vô địch thế giới Công thức Một năm 2020. Chặng đua diễn ra từ ngày 27 đến 29 tháng 11 năm 2020 ở trường đua Baharain International Circuit (kiểu đường Tiêu chuẩn-Grand Prix Circuit), Bahrain. Người chiến thắng là Lewis Hamilton của đội đua Mercedes.

## Diễn biến chính
Lewis Hamilton là người giành pole.
Ở pha xuất phát xảy ra tai nạn cực kỳ nghiêm trọng. Romain Grosjean va chạm với Daniil Kvyat rồi tông thẳng vào hàng rào thép khiến chiến chiếc xe bị đứt đôi và bốc cháy. Rất may tay đua người Pháp kịp thoát ra ngoài và chỉ bị bỏng nhẹ. Cuộc đua chính vì thế đã bị tạm dừng rất lâu.
Ở pha xuất phát lần hai, Kvyat lại có va chạm với Lance Stroll làm cho chiếc xe của Stroll bị lật úp. Stroll cũng phải bỏ cuộc, lần này thì Kvyat bi phạt 10 giây, đồng thời xe an toàn cũng được triển khai.
Sau khi hết xe an toàn thì ba tay đua dẫn đầu là Hamilton, Max Verstappen và Sergio Peréz. Đến vòng 54, đến lượt Peréz phải bỏ cuộc do hư động cơ. Nên vị trí podium cuối cùng đã thuộc về Alexander Albon.
Do Lewis Hamilton đã vô địch từ trước nên chiến thắng này không có nhiều ý nghĩa trong cuộc đua vô địch. Sau chặng đua Hamilton nâng số điểm của mình lên 332 điểm.

## Kết quả
| Stt                                                                     | Số xe | Tay đua            | Đội đua                   | Lap | Thời gian   | Xuất phát | Điểm |
| ----------------------------------------------------------------------- | ----- | ------------------ | ------------------------- | --- | ----------- | --------- | ---- |
| 1                                                                       | 44    | Lewis Hamilton     | Mercedes                  | 57  | 2:59:47.515 | 1         | 25   |
| 2                                                                       | 33    | Max Verstappen     | Red Bull Racing-Honda     | 57  | +1.254      | 3         | 19   |
| 3                                                                       | 23    | Alexander Albon    | Red Bull Racing-Honda     | 57  | +8.005      | 4         | 15   |
| 4                                                                       | 4     | Lando Norris       | McLaren-Renault           | 57  | +11.337     | 9         | 12   |
| 5                                                                       | 55    | Carlos Sainz Jr.   | McLaren-Renault           | 57  | +11.787     | 15        | 10   |
| 6                                                                       | 10    | Pierre Gasly       | AlphaTauri-Honda          | 57  | +11.942     | 8         | 8    |
| 7                                                                       | 3     | Daniel Ricciardo   | Renault                   | 57  | +19.368     | 6         | 6    |
| 8                                                                       | 77    | Valtteri Bottas    | Mercedes                  | 57  | +19.680     | 2         | 4    |
| 9                                                                       | 31    | Esteban Ocon       | Renault                   | 57  | +22.803     | 7         | 2    |
| 10                                                                      | 16    | Charles Leclerc    | Ferrari                   | 56  | +1 lap      | 12        | 1    |
| 11                                                                      | 26    | Daniil Kvyat       | AlphaTauri-Honda          | 56  | +1 lap      | 10        |      |
| 12                                                                      | 63    | George Russell     | Williams-Mercedes         | 56  | +1 lap      | 14        |      |
| 13                                                                      | 5     | Sebastian Vettel   | Ferrari                   | 56  | +1 lap      | 11        |      |
| 14                                                                      | 6     | Nicholas Latifi    | Williams-Mercedes         | 56  | +1 lap      | 20        |      |
| 15                                                                      | 7     | Kimi Räikkönen     | Alfa Romeo Racing-Ferrari | 56  | +1 lap      | 17        |      |
| 16                                                                      | 99    | Antonio Giovinazzi | Alfa Romeo Racing-Ferrari | 56  | +1 lap      | 16        |      |
| 17                                                                      | 20    | Kevin Magnussen    | Haas-Ferrari              | 56  | +1 lap      | 18        |      |
| 18                                                                      | 11    | Sergio Pérez       | Racing Point-BWT Mercedes | 53  | Power unit  | 5         |      |
| Ret                                                                     | 18    | Lance Stroll       | Racing Point-BWT Mercedes | 2   | Collision   | 13        |      |
| Ret                                                                     | 8     | Romain Grosjean    | Haas-Ferrari              | 0   | Collision   | 19        |      |
| Fastest lap: Max Verstappen (Red Bull Racing-Honda) – 1:32.014 (lap 48) |       |                    |                           |     |             |           |      |

Nguồn: Trang chủ Formula1